# Studnice, Vyškov
Studnice là một làng thuộc huyện Vyškov, vùng Jihomoravský, Cộng hòa Séc.